# The Worst Witch (programa de televisão)
The Worst Witch (A Pior das Bruxas no Brasil e em Portugal) é um programa de televisão infantil britânico-alemão produzido em 2017 pela BBC. A série foi inspirada nos contos da autora britânica Jill Murphy e narra a história da personagem ficcional Mildred Hubble enquanto estudante em uma academia de magia.
A série foi produzida a partir de uma parceria internacional entre a BBC, ZDF e Netflix; foi disponibilizada através do serviço de streaming em 22 de julho de 2017 e conta, atualmente, com 4 temporadas. Nos Estados Unidos, teve suas três primeiras temporadas exibidas pelo canal de televisão Disney Channel. No Brasil, está sendo exibida de segunda à sexta desde 10 de julho de 2023 pela TV Cultura na faixa das 18h.

## Elenco
- Bella Ramsey como Mildred Hubble: A personagem principal, uma jovem que, apesar de desajeitada e inicialmente desmotivada, prova ser uma aprendiz de bruxa talentosa. Ramsey interpretou a protagonista nas duas primeiras temporadas.
- Lydia Page como Mildred Hubble: A partir da terceira temporada, Page assumiu o papel de Mildred após a saída de Bella Ramsey da série.
- Clare Higgins como Miss Cackle: A gentil e justa diretora da Academia de Magia, onde Mildred estuda. Higgins também interpreta a irmã gêmea má de Miss Cackle, Agatha, em várias ocasiões.
- Raquel Cassidy como Miss Hardbroom: A severa professora de poções e vice-diretora da Academia, conhecida por sua atitude rigorosa, mas com um lado oculto de carinho pelos alunos.
- Meibh Campbell e Tamara Smart como Maud Spellbody: Melhor amiga de Mildred, leal e sempre disposta a ajudar. Campbell interpretou Maud na primeira temporada, e Tamara Smart a substituiu nas temporadas seguintes.
- Jenny Richardson como Ethel Hallow: A antagonista de Mildred, oriunda de uma família tradicional de bruxas. Ethel frequentemente se vê em conflito com Mildred, principalmente por conta de sua superioridade e orgulho.
- Dagny Rollins como Felicity Foxglove: Outra estudante da Academia, amiga próxima de Mildred e Maud, que ajuda nos momentos difíceis.
- Shauna Shim como Miss Drill: A professora de educação física da Academia, que possui uma personalidade animada e está sempre incentivando as alunas.

### Elenco Recorrente
- Wendy Craig como Miss Bat: Professora de música da Academia, conhecida por suas excentricidades.
- Nicola Stephenson como Julie Hubble: A mãe de Mildred, que apoia a filha em sua jornada, apesar de inicialmente não ser uma bruxa.